# Katharinenkirche (Seegeritz)

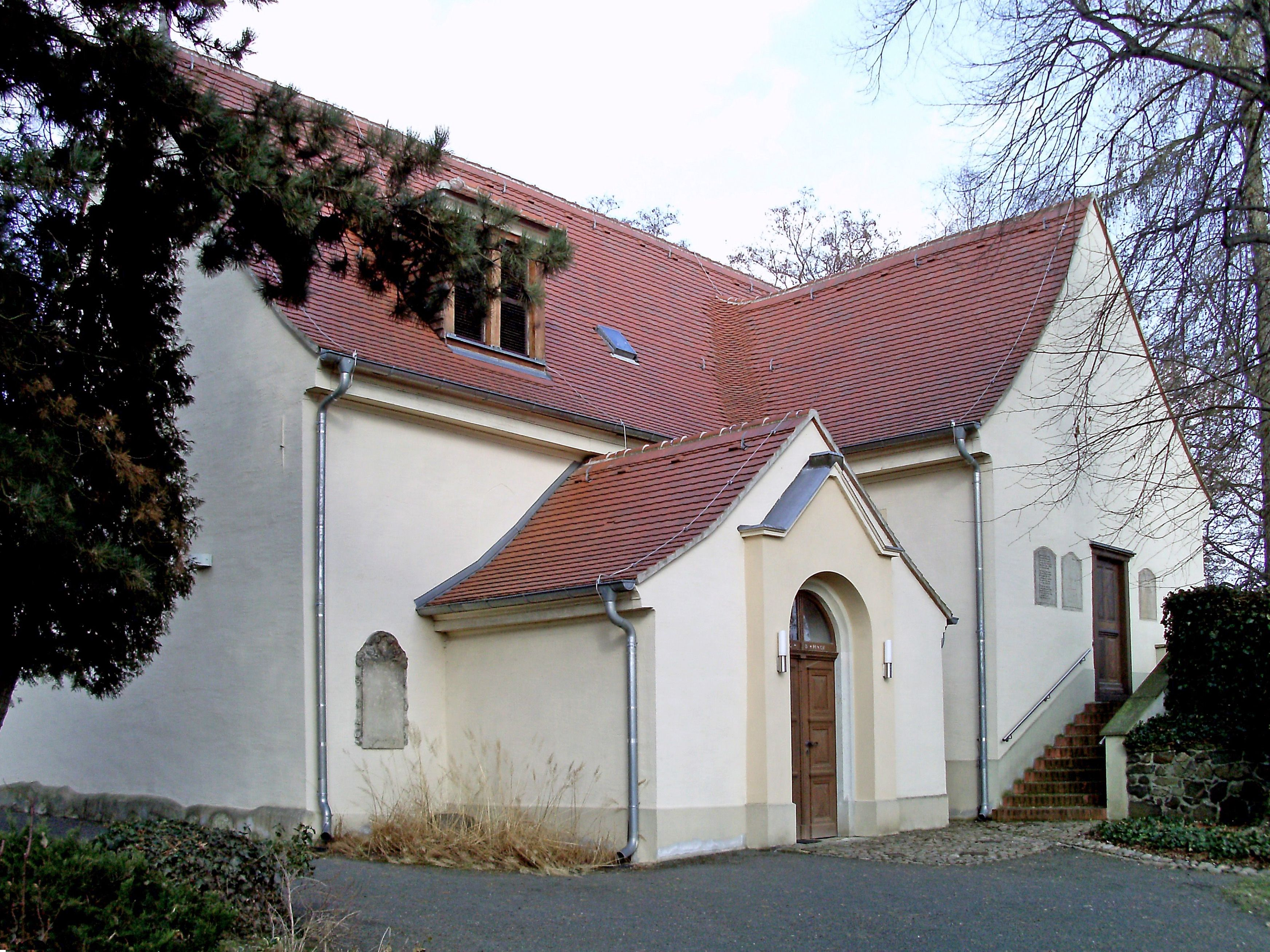
Die Katharinenkirche Seegeritz (2012)

Die Katharinenkirche ist ein Kirchengebäude der Evangelisch-Lutherischen Landeskirche Sachsens im Tauchaer Ortsteil Seegeritz. Sie ist der Heiligen Katharina geweiht. Das Kirchengebäude und der Kirchhof mit Aufbahrungshalle genießen Denkmalschutz.

## Geschichte
Die Ersterbauung der Kirche wird für das 15. Jahrhundert angenommen. 1580 wurde sie Filialkirche von Plaußig. Patronatsherr für beide Kirchen war der Rittergutsbesitzer von Seegeritz.

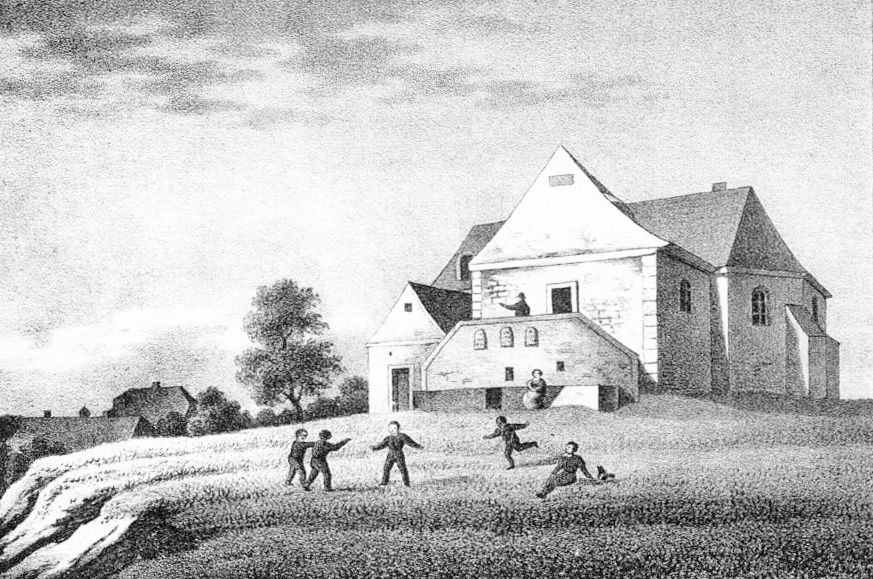
Die Kirche um 1840

In der Völkerschlacht bei Leipzig nutzte der Russisch-Kaiserliche Generalmarschall Gotthard Johann Graf Manteuffel, Befehlshaber einer Kosakenbrigade, am 17. Oktober 1813 den damals unbewachsenen Kirchhügel als Feldherrenhügel und nächtigte anschließend in der Patronatsloge. In einem Gefecht am nächsten Tag schwer verwundet, verstarb er in Taucha.
1868 wurde die Kirche durch einen Blitzeinschlag stark beschädigt. Zur Wiederherstellung wurde das Geld eingesetzt, das für einen im gleichen Jahr vorgesehenen Turmbau gesammelt worden war. Wie der Vergleich mit dem Bild von 1840 zeigt, wurde die Kirche in gleicher Weise wieder hergestellt und blieb weiter turmlos.
2006 erfolgte eine umfassende Sanierung des Gotteshauses.

## Lage und Architektur

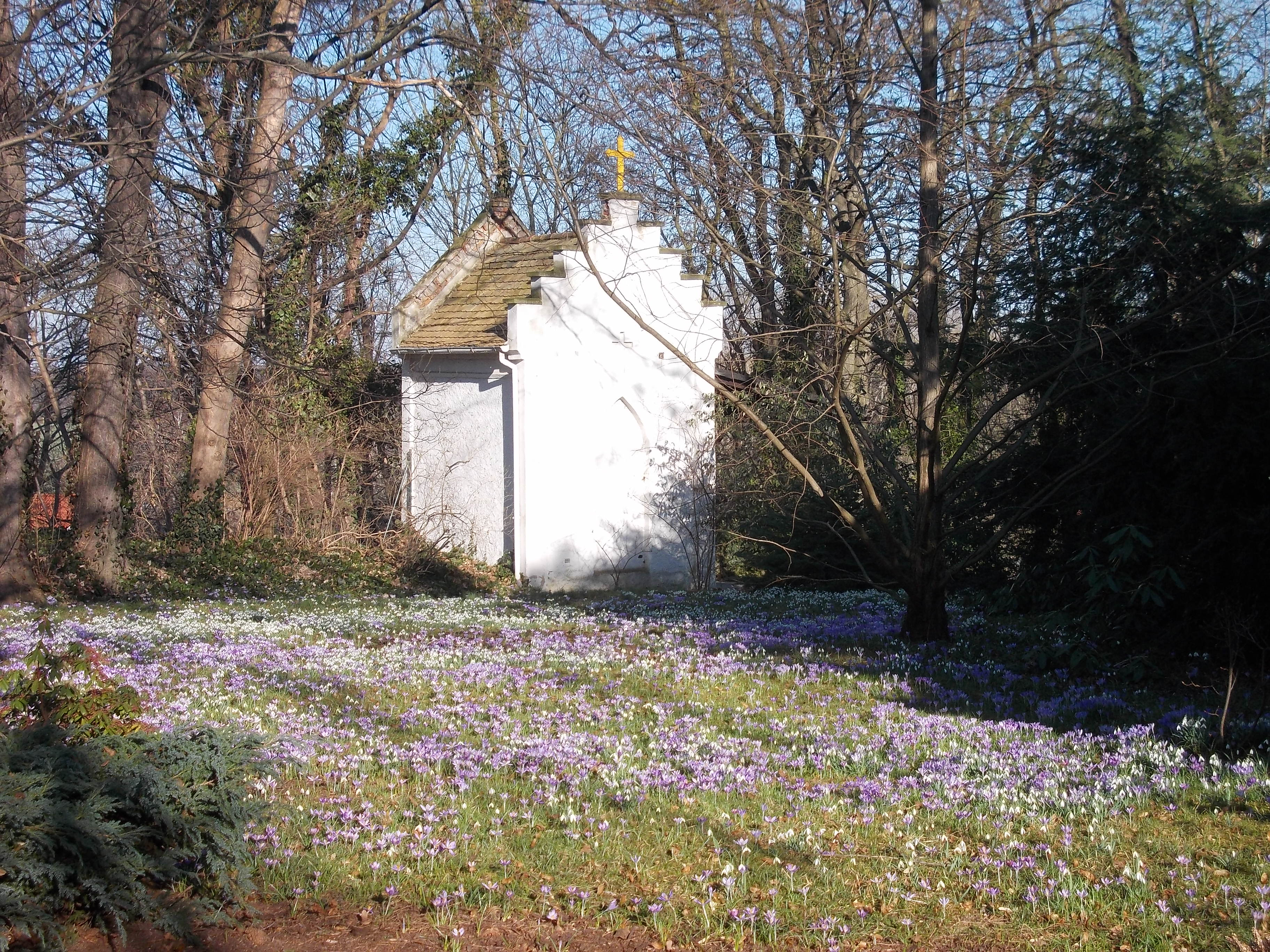
Aufbahrungshalle
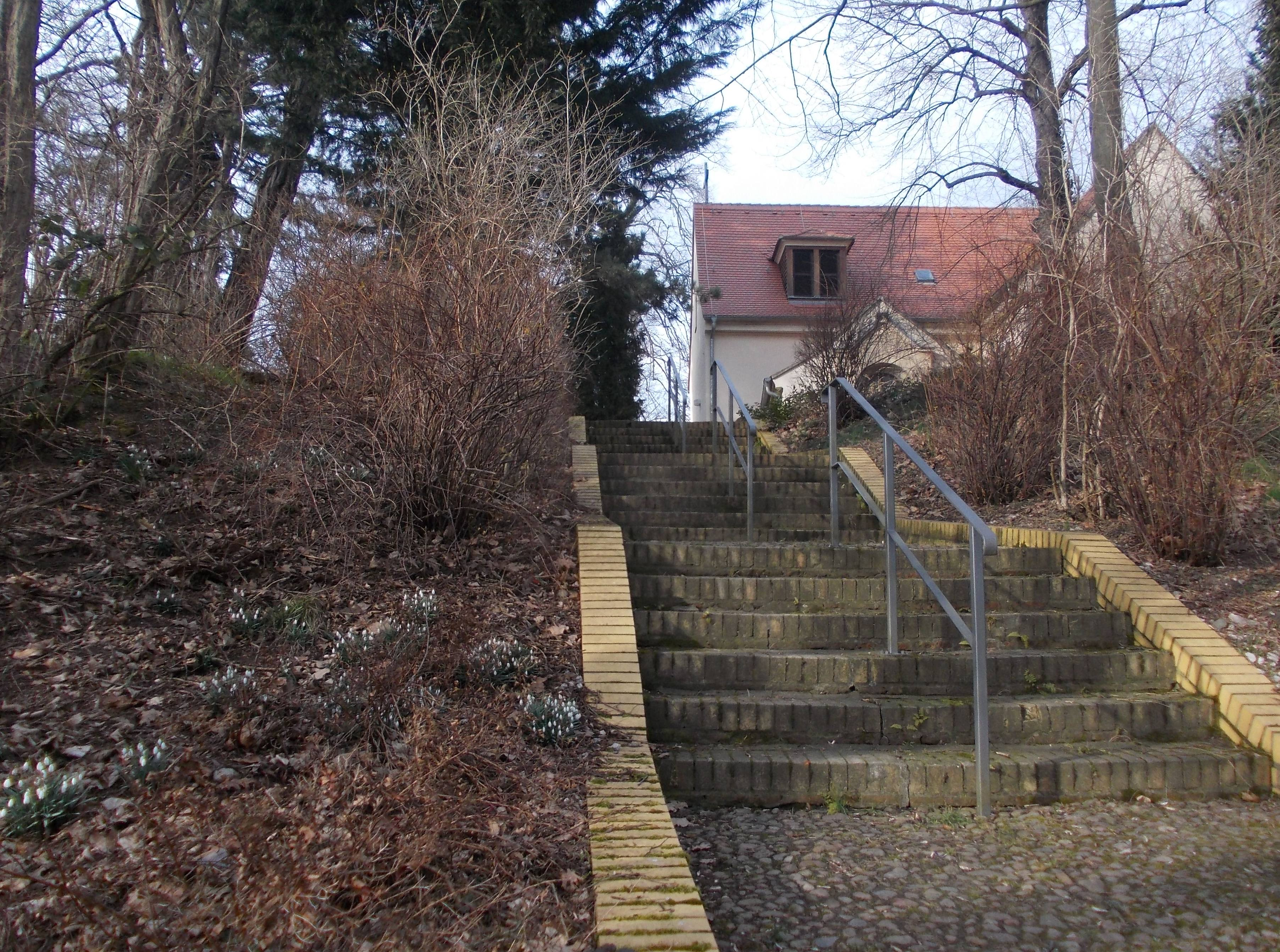
Kirchtreppe

Die Kirche befindet sich auf der Anhöhe einer Endmoräne etwa zehn Meter über dem alten Zentrum des an der Parthe liegenden Ortes. Sie ist vom Friedhof umgeben, auf dem auch eine kleine Aufbahrungshalle steht. Außer über Fahrwege ist sie über einen Fußweg mit Treppenaufstieg erreichbar.
Die turmlose Katharinenkirche ist ein Saalbau mit einem Dreiachtelschluss nach Osten. An ihm befinden sich ein blindes und zwei offene Rundbogenfenster. An den Kanten stehen zwei kurze Strebepfeiler. Die Südseite weist zwei Zugänge über Vorbauten auf. Die Nordseite hat drei Rundbogenfenster und einen kleinen Sakristeianbau mit Zugang.

## Ausstattung

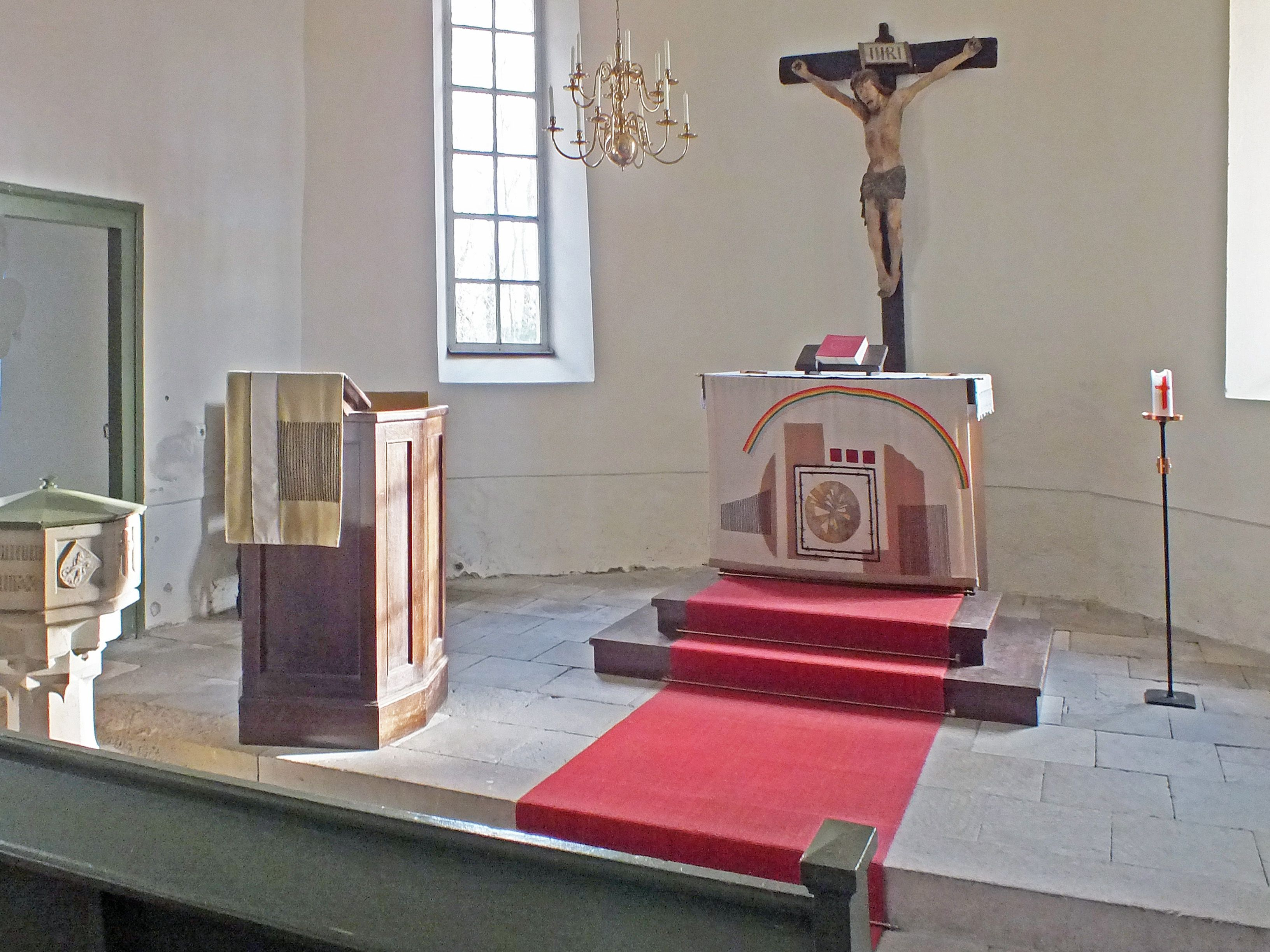
Der Altarbereich

In dem schlicht eingerichteten Saal ist der Altarbereich leicht erhöht. Er enthält Taufstein, Lesepult und Altartisch auf einem Zweistufenpodest. Der Bereich wird dominiert von einem großen Kruzifix, das um 1500 entstanden ist und vermutlich von einem Leipziger Holzschnitzer stammt.
Der Eilenburger Orgelbauer Nicolaus Schrickel schuf 1859 eine Orgel mit sieben Registern auf Manual und Pedal. Nach ihrem Ausfall in den 1950er Jahren wird eine elektronische Orgel genutzt. 
Die auf dem Dachboden installierte Glocke wurde 1910 von der Firma Franz Schilling in Apolda gegossen. Zwei kleine Schlagglocken für den Halbstunden- und den Stundenschlag stammen aus dem ehemaligen Seegeritzer Rittergut, das nach dem Zweiten Weltkrieg abgebrannt ist, und sind etwa 300 Jahre alt.

## Kirchgemeinde
Die Kirche Seegeritz gehört gemeinsam mit den Kirchen in Gottscheina, Göbschelwitz, Hohenheida, Plaußig, Portitz und Seehausen zur Kirchgemeinde Plaußig-Hohenheida.